# 에릭 브룬

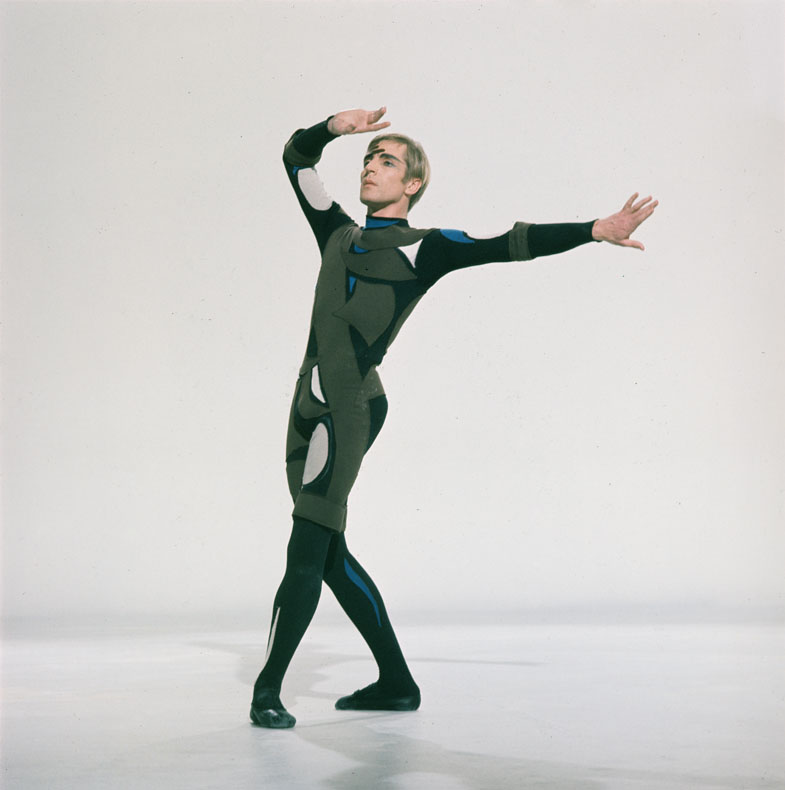

에릭 브룬(Erik Bruhn, 본명: 에릭 벨튼 에버스 브룬, Erik Belton Evers Bruhn, 1928년 10월 3일 ~ 1986년 4월 1일)은 덴마크의 발레 무용수, 안무가, 예술 감독, 배우, 작가였다.

## 유년 시절
에릭 브룬은 덴마크 코펜하겐에서 미용실 주인 엘렌(옛 성 에버스)의 넷째이자 첫째 아들로 태어났고, 에른스트 브룬의 셋째 아들이었다. 그의 부모는 그가 태어나기 직전에 결혼했다. 브룬은 아홉 살 때 덴마크 왕립 발레단에서 훈련을 시작했고, 1946년 코펜하겐 왕립 오페라 하우스 무대에 비공식 데뷔를 했다. 하랄 란데르의 발레 <토르발센>에서 아도니스 역을 맡았다.

## 작품
- 환상교향곡
- 에드 설리번 쇼